# هامچاکو
هامچاکو (به لاتین: Hamchako) یک زیستگاه انسانی در اتحاد قمر است که در آنژوان واقع شده‌است.

## خصوصیات
هامچاکو  ۱٬۹۷۹ نفر جمعیت دارد.